# NGC 833
NGC 833 je galaksija u zviježđu Kit.

## Vanjske poveznice
- SEDS: NGC 833